# Battles (album)
Pour les articles homonymes, voir Battles.
Albums de In Flames
Siren Charms
(2014) I, the Mask
(2019)
Battles est le douzième album studio du groupe suédois de death metal mélodique In Flames, sorti le 11 novembre 2016 via Eleven Seven Music/Nuclear Blast Records.

## Listes des pistes
Listes des pistes :
| 1.    | Drained                            | 04:07 |
| 2.    | The end                            | 03:58 |
| 3.    | Like sand                          | 03:43 |
| 4.    | The truth                          | 03:04 |
| 5.    | In my room                         | 03:25 |
| 6.    | Before i fall                      | 03:27 |
| 7.    | Through my eyes                    | 03:50 |
| 8.    | Battles                            | 02:58 |
| 9.    | Here until forever                 | 04:19 |
| 10.   | Underneath My Skin                 | 03:30 |
| 11.   | Wallflower                         | 07:06 |
| 12.   | Save me                            | 04:12 |
| 13.   | Greatest Greed (Bonus Track)       | 04:09 |
| 14.   | Us Against The World (Bonus Track) | 03:40 |
| 55:35 |                                    |       |